# Étienne Loulié

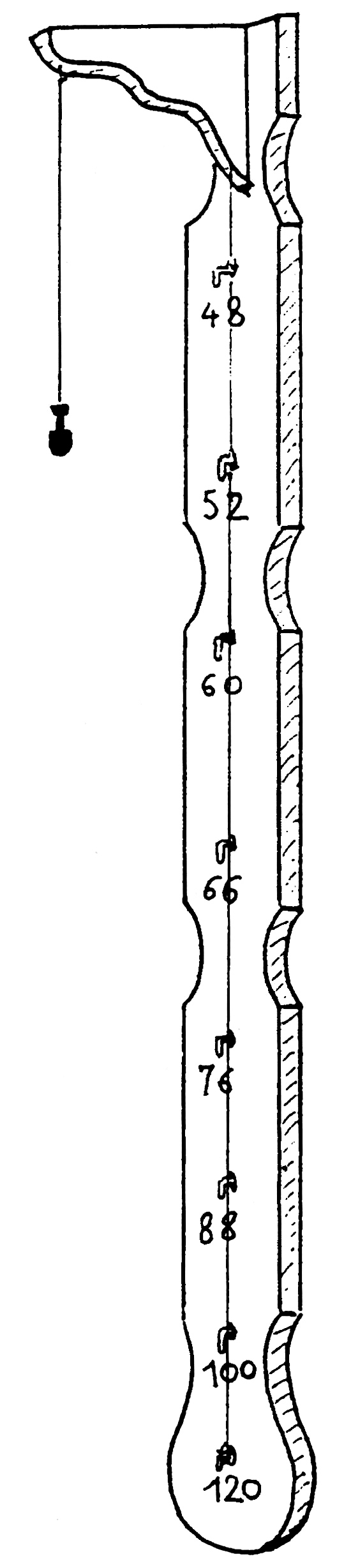
Chronomètre von Étienne Loulié 1696

Étienne Loulié (* 1654 in Paris; † 16. Juli 1702) war ein französischer Musiker, Pädagoge und Musiktheoretiker.
Um 1693 bis 1673 lernte Loulie musikalische Praxis und Musiktheorie als Chorknabe an der Sainte-Chapelle von Paris, wo er Schüler von Gèhenaud und René d’Ouvrard war. Später wirkte er als Musiker im Dienst von Mademoiselle de Guise.
Loulié ist der eigentliche Erfinder des Metronoms. Sein Chronomètre  hatte ein an einem Faden pendelndes Blei und eine Skala mit 72 verschiedenen Geschwindigkeitsgraden. Seine Erfindung geht möglicherweise auf eine frühere Idee von Thomas Mace zurück.
Außerdem konstruierte Loulié ein Gerät zum erleichterten Zeichnen von Notenlinen und ein Sonomètre, eine Art Monochord, das als Hilfe beim Klavierstimmen zu nutzen war. Alle drei Geräte fanden den Beifall der Pariser Académie des sciences.

## Schriften
- Éléments ou Principes de musique mis dans un nouvel ordre (Paris, 1696), mit Abbildung und Beschreibung des Chonometers
- Abrégé des principes de musique, avec leçons sur chaque difficulté de ces mesmes principes (Paris 1696)
- Nouveau système de musique ou nouvelle division du monocorde [...] avec la description et l’usage du sonomètre (Paris, 1698), mit Erläuterung des Sonometers

| Personendaten    | Personendaten                                        |
| ---------------- | ---------------------------------------------------- |
| NAME             | Loulié, Étienne                                      |
| KURZBESCHREIBUNG | französischer Musiker, Pädagoge und Musiktheoretiker |
| GEBURTSDATUM     | 1654                                                 |
| GEBURTSORT       | Paris                                                |
| STERBEDATUM      | 16. Juli 1702                                        |